# ابوبکر کامارا (بازیکن فوتبال، زاده ۱۹۹۸)
ابوبکر کامارا (انگلیسی: Aboubacar Camara؛ زادهٔ ۱۰ ژوئیهٔ ۱۹۹۸) بازیکن فوتبال اهل گینه است.
وی همچنین در تیم ملی فوتبال گینه بازی کرده است.